# Periclimenes agag
Periclimenes agag är en kräftdjursart som beskrevs av Kemp 1922. Periclimenes agag ingår i släktet Periclimenes och familjen Palaemonidae. Inga underarter finns listade i Catalogue of Life.